# シャロン・モーン
シャロン・モーン（Sharon Maughan、1950年6月22日 - ）は、イギリスの女優。

## 出演作品
- 誘拐交渉人
- ある日モテ期がやってきた
- バンク・ジョブ（ソニア）
- ジェーン・バーキン in シンデレラ
- モース警部シリーズ VOL.10　欺かれた過去
- ベイビー・メイク 私たちのしあわせ計画 The Babymakers (2012)